# أكتيف بريزنتر
أكتيف بريزنتر (ActivePresenter) هو برنامج لـتسجيل الشاشة والتعليم الإلكتروني خاص بنظام التشغيل مايكروسوفت ويندوز يمكن استخدامه لإنشاء عروض توضيحية للبرامج ومحاكاة البرامج وإنشاء الاختبارات. يسمح هذا البرنامج بالتصدير إلى سلسلة من الصور وعروض شرائح لغة ترميز النص الفائق والمستندات (بي دي إف ومايكروسوفت وورد وإكسل) وعروض مايكروسوفت باوربوينت وتنسيقات الفيديو (أفي وإم بي فور وويندوز ميديا فيديو وويب إم) ومقاطع فلاش فيديو وتنسيقات المحاكاة التفاعلية (أجاكس وأدوبي فلاش). بالنسبة للتعلم الإلكتروني، يمكن لبرنامج أكتيف بريزنتر تجميع المواد التي يتم تصديرها في شكل حزم متوافقة مع النموذج المرجعي لمواد المحتوى القابلة للمشاركة (سكروم) في إصدار 1.2 أو 2004. وبالنسبة لمحاكاة البرامج، فيمكن لهذا البرنامج استخدام وسيلة المرور فوق الرموز بزر الماوس أو النقر بزر الماوس الأيمن أو الأيسر أو الضغط على المفاتيح باستخدام مفاتيح التعديل.
فضلاً عن ذلك، يمكن استخدام أكتيف بريزنتر لتحويل عروض مايكروسوفت باوربوينت إلى واحدة من تنسيقات الإخراج الخاصة به ولكن مع عدم توفر بعض الرسوم المتحركة والتأثيرات، ويتم التحويل بين تنسيقات الفيديو المتعددة بطريقة غير مباشرة.

## معلومات تاريخية
تم تطوير برنامج أكتيف بريزنتر بواسطة شركة أتومي سيستمز منذ عام 2007. وقد تم إطلاق الإصدار 1.0 من هذا البرنامج في أكتوبر 2008 وأصبح متوفرًا عبر الإنترنت بعد ستة أشهر من إصداره وتلا ذلك ثلاثة إصدارات أخرى، بما فيها الإصدار المجاني.

## الإصدارات
تتوفر ثلاثة إصدارات من هذا البرنامج بأسعار مختلفة، ويشتمل كلٌ منها على إمكانيات أقل من الإصدارات الأخرى، إلى جانب تميزه بميزات إضافية عن بقية الإصدارات.
وتم إجراء مقارنة بين الخصائص التي تتميز بها تلك الإصدارات المتنوعة في جدول متوفر على الموقع الإلكتروني الخاص ببرنامج أكتيف بريزنتر.

### الإصدار المجاني
هذا الإصدار لا يستلزم دفع رسوم. ويتمتع هذا الإصدار المجاني بمعظم ميزات أكتيف بريزنتر، غير أن التصدير غير المقيد يكون مقتصرًا على الصور التي تظهر بتنسيق جي بي أي جي (JPEG) وبي إن جي (PNG) وبرامج ويندوز ميديا فيديو وأفي وإم بي أي جي 4 وتنسيقات فيديو ويب إم وسكروم. وفي هذا الإصدار تكون تنسيقات الإخراج الأخرى مدعومة لإظهار الميزات، ولكن تتم إضافة علامة مائية واضحة على المخرجات، ومع وجود العلامة المائية فقد يكون من غير الممكن استخدامها لأي غرض آخر. وقد أضافت الإصدارات التي تسبق إصدار 2012 العلامات المائية إلى كافة المخرجات التي يتم تصديرها.

### الإصدار القياسي
يتميز هذا الإصدار بإمكانيات إضافية عن الإصدار المجاني؛ حيث يمكنه إجراء التصدير إلى مجموعات من الصور والفيديوهات وفلاش الفيديو والمستندات. كذلك، يمكن للمستخدم التصدير إلى عروض مايكروسوفت باوربوينت ومحاكاة أدوبي فلاش أو أجاكس مع وجود العلامة المائية على تلك البرامج.

### إصدار المحترفين
يتميز هذا الإصدار عن باقي الإصدارات السابقة في أنه يدعم عمليات المحاكاة التفاعلية والاختبارات في مخرجات أدوبي فلاش أو أجاكس.

## وصلات خارجية
- Official website
- CNET review of ActivePresenter
- MakeUseOf review of ActivePresenter